# 石林双盖蕨
石林双盖蕨（学名：Diplazium lobulosum var. shilinicola）也称石林短肠蕨，为蹄盖蕨科双盖蕨属下的一个变种。